# Felipe Garín Llombart
Felipe Vicente Garín Llombart (Valencia, 1943 – Valencia, 6 settembre 2023) è stato uno storico dell'arte e museologo spagnolo.
Professore di Storia dell'Arte presso l'Università Politecnica di Valencia, dal 1985 ha fatto parte del Consiglio di Amministrazione del Museo del Prado, diventandone direttore tra il 1991 e il 1993.

## Biografia
Figlio di Felipe Garin Ortiz de Taranco e di María de los Angeles Llombart Rodriguez, ha studiato Giurisprudenza e dopo la laurea è stato nominato direttore del Museo de San Pio V di Belle Arti di Valencia nel 1969, succedendo al padre. In seguito conseguì un dottorato in Filosofia e Lettere e insegnò storia dell'arte a Valencia. Nel 1970 ha vinto la cattedra di Storia dell'Arte presso la Facoltà di Belle Arti dell'Università Politecnica di Valencia. Tra il 1972 e il 1987 ha diretto, contemporaneamente, il Museo Nacional de Cerámica González Martí, nella stessa città. Tra il 1976 e il 1979, mentre dirigeva i due musei, il Museo delle Belle Arti e il Museo della Ceramica di Valencia, è stato curatore nazionale di Musei e Mostre e vice direttore generale dei Musei.
Grazie alla sua duplice formazione giuridica e storica, ha potuto lavorare in entrambi i campi, ma i suoi interessi lo hanno portato alla storia, e in particolare alla storia dell'arte, alla quale si è dedicato completamente. È stato professore di Storia dell'Arte presso le Facoltà di Geografia e Storia e presso la Scuola di Belle Arti di Valencia, di cui è stato direttore. Successivamente è stato decano della Facoltà di Filosofia e Lettere dell'Università di Valencia (1972-1973).

## Attività museistica e/o legate alla conservazione delle opere d'arte
Nel 1996 sarà nominato direttore dell'Accademia di Spagna a Roma  e nel 2002 presidente della Società Statale di Azione Culturale Estera Spagnola, carica che manterrà fino al dicembre 2004.
Dal 2011 è stato Direttore del Consorzio dei Musei di Valencia.
Come direttore di esposizioni, nel 2008, Garin ha supervisionato il trasporto sicuro della collezione di "Visioni di Spagna" di Joaquín Sorolla per la mostra in Spagna. Durante il suo giro per il paese, la gente accorreva per vedere le opere che erano tornate in Spagna per la prima volta dalla loro creazione, mentre la Società Ispanica stava subendo lavori di ristrutturazione della Galleria Sorolla.
Come direttore del Museo Nacional del Prado e prima ancora del Museo de Bellas Artes de Valencia, Garín è stato un mecenate della storia dell'arte spagnola che ha supervisionato la salvaguardia e lo spostamento di opere spagnole fondamentali, come il Guernica di Picasso quando ne ha facilitato il trasferimento nel 1992 al suo attuale sede nel Museo Regina Sofia.

## Altri ruoli
È stato presidente della Reale Accademia di Belle Arti di San Carlos dal 1974, membro fondatore e delegato per il Regno di Valencia dell'Associazione Spagnola degli Orientalisti e direttore della rivista Archivio di Arte Valenciano. È stato membro ilustre del Colegio Oficial de Doctores y Licenciados en Filosofía y Letras y Ciencias Universidad de Valencia e responsabile del Servicio de Información Artística, Arqueológica y Etnológica; è stato inoltre presidente della Comisión Provincial de Monumentos Históricos y Artísticos de Valencia (Commissione Provinciale dei Monumenti Storici e Artistici di Valencia). È stato anche membro dell'Accademia Reale di Cultura Valenciana e dell'Istituto Alfonso el Magnánimo.
A ricevuto importanti premi come la nominazione a ufficiale dell'Ordine al Merito della Repubblica Italiana  e l'assegnazione dell'Ordine al Merito Civile Spagnolo.
È stato anche membro corrispondente dell'Accademia Reale di Storia; dell'Accademia Reale di Belle Arti di San Fernando a Madrid; dell'Accademia Reale di Belle Arti di San Jorge a Barcellona; dell'Accademia Reale di Belle Arti di Santa Isabel de Hungría a Siviglia; dell'Accademia Reale Ispanoamericana di Cadice; dell'Accademia di Belle Arti Vélez de Guevara di Ecija (Siviglia) e dell'Istituto Alfonso el Magnánimo.
Pubblicò studi sulla teoria dell'arte, sulla museologia, sulla pittura del XV, XVI e XIX secolo, nonché sulle collezioni del Museo de Valencia e del Museo del Prado e, dal 1998, su Joaquín Sorolla e il suo tempo, in vari libri e articoli. Curò altresì numerose mostre.
Mori all'inizio di settembre 2023.

## Mostre
- “El siglo XV valenciano”.Valencia-Madrid (1973),
- “Vicente López (1772-1850)”. Ayuntamiento Valencia (1972)
- “José Garnelo y Alda”. Valencia-Madrid 1976
- “Pintura española del siglo XX”. Museo de Arte Moderno. México D.F. (1978)
- “Joan de Juanes”. Valencia-Madrid (1979-1980)
- “Ignacio Pinazo”. Valencia-Madrid (1981),
- “Cien años de cultura manchega”. Madrid (1982)
- “Los Sorolla de La Habana”.Valencia, Madrid, Barcelona, Alicante, Palma (1985),
- “Los Pinazo. Cien años de expresión artística”. Valencia-Alicante (1990-1991),
- “Tesoros del arte español”. Pabellón de España. Expo Sevilla.(1992)
- “Los Benlliure, retrato de familia”, Roma-Valencia (1998)
- “Pintura preciosista de la Colección Carmen Thyssen , Catania-Roma- Valencia(1999)
- “Velázquez, il suo terzo viaggio a Italia” Roma (2001)
- “Que trata de España. Artistas españoles en la colección de la CGIL” Roma (2002)
- “ I Borgia, l´arte del potere”, Valencia-Roma (2002)
- “Juan Barjola”. Valencia-Gijón (2006)
- “Empresas con arte. Una mirada a la pintura española contemporánea”. Madrid (2008).
- “La visión de España” de Sorolla. Colección de la Hispanic Society New York. Exposiciones en Valencia, Barcelona, Madrid, Bilbao, Sevilla, Málaga (2007-2009).
- “Jaime I. Memoria y mito histórico”. Valencia (2008-2009)
- “Valencia 1909-2009. Cien años de diálogo de pintura y escultura”. Valencia (2009)
- “La luz de las imágenes. La gloria del barroco”. Valencia (2009-2010)
- “Ramón de Soto. La elipse del tiempo”. Alfaz del Pi (2009-2010)
- “Victoria Cano. El poder de la huella”. Roma (2010)
- “La colección artística del Colegio Imperial de Niños Huérfanos de San Vicente Ferrer” Valencia (2010)
- “Antonio Tomás”. Valencia (2011)
- “Un tiempo, un espacio. Uiso Alemany-Vicente Peris”. Valencia (2011)
- “Crowns. Juan Genovés”. Valencia (2013)
- “Colección Mariano Yera”. Alicante,Castellón,Valencia (2014-2015)
- “Colección Abelló”. Madrid (2014-2015)

## Pubblicazioni
- Tomás, Facundo, and Felipe Garin. "Los retratos de Joaquín Sorolla en el museo de Bellas Artes de Bilbao." B 9: 219-254.
- GARÍN, FELIPE M. "Nuevo Museo en Valencia." Archivo Español de Arte 27.108 (1954): 372.
- Garín Llombart, Felipe Vicente. "Vicente Ferrero." (2014).
- Garín Llombart, Felipe V. "Alessandro VI a Roma: Cultura e Committenza Artistica." I Borgia (2002): 119-129.
- Garín Llombart, Felipe Vicente. "Genovés. Mis tres encuentros con su obra." (2011).

## Riconoscimenti
- Medaglia d'argento al merito delle Belle Arti. Ministero della Cultura spagnolo ( 1982).
- Ufficiale dell'Ordine al Merito della Repubblica Italiana (1994).[7]
- Commendatore dell'Ordine al Merito Civile. Spagna (2002).
- Grande croce de l'ordine di Jaume I- Generalitat Valenciana (Valencia 2008).[10]